# Principado de apanágio

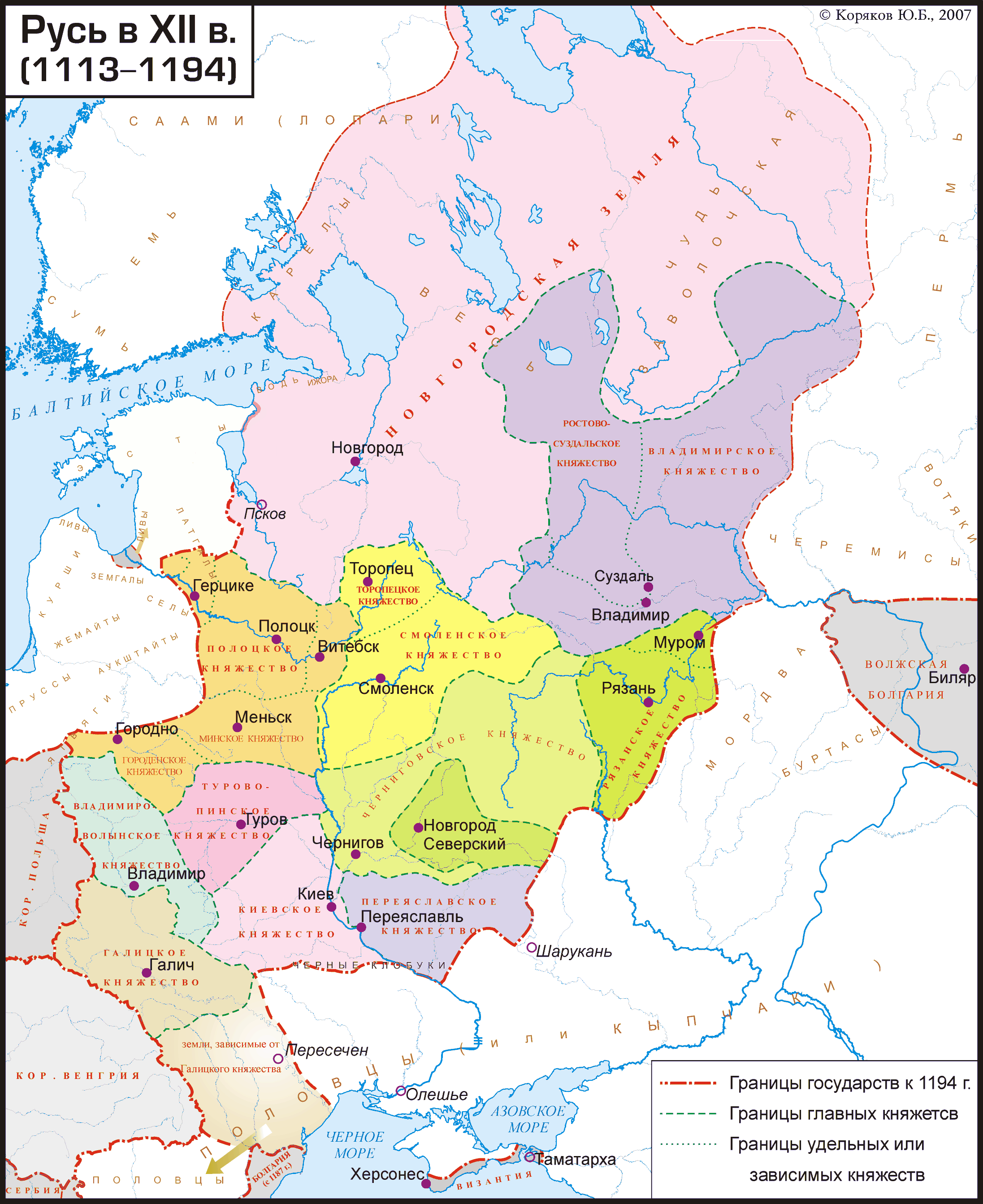
Principados da Rússia no séc. XII

Principado de apanágio ou principado individual (em russo:  Удельное княжество, transl. Udel'noye knyazhestvo, em ucraniano:  удільне князівство) era um território, na Rus nos séculos XII-XVI, que era posse individual de um príncipe (príncipe de apanágio).
Os apanágios principescos surgiram no território do antigo Estado Rus durante a fragmentação feudal da Rússia.

## História
Ao contrário da Europa Ocidental, na "antiga Rus" não havia costume de herança de acordo com o princípio de morgado ou primogenitura. De acordo com os costumes em vigor ali, todos os filhos do príncipe falecido recebiam seu lote (herança). À medida que o número de herdeiros crescia no território da antiga Rus (nordeste e noroeste da Rússia) em meados do século XII foram formados muitos principados de apanágio. Estes principados de apanágio, por sua vez, foram divididos em principados ainda menores.
O território do principado de apanágio era posse do príncipe. Na maioria das vezes, surgiram novos principados de apanágio como resultado da redistribuição de terras, doações e heranças. Formalmente, os principados de apanágio estavam sob a autoridade do grão-duque, mas tinham suas próprias moedas, instituições e autoridades, ou seja, eram praticamente Estados independentes. Os principados de apanágio deixaram de existir em conexão com a formação do Estado russo centralizado. O último principado de apanágio no Czarado da Rússia, Ugliche, foi abolido em 1591 após a morte de Demétrio, filho de Ivan IV Vasilieviche. No Grão-Ducado da Lituânia, existiam principados de apanágio até o final do século XVIII.